# Aconitum stapfianum
Aconitum stapfianum är en ranunkelväxtart som beskrevs av Hand.-mazz.. Aconitum stapfianum ingår i släktet stormhattar, och familjen ranunkelväxter. Utöver nominatformen finns också underarten A. s. pubipes.